# Залесе (гміна Лідзбарк)
Залесе (пол. Zalesie) — село в Польщі, у гміні Лідзбарк Дзялдовського повіту Вармінсько-Мазурського воєводства.
Населення — 99 осіб (2011).
У 1975-1998 роках село належало до Цехановського воєводства.

## Демографія
Демографічна структура станом на 31 березня 2011 року:
|          | Загалом | Допрацездатний вік | Працездатний вік | Постпрацездатний вік |
| -------- | ------- | ------------------ | ---------------- | -------------------- |
| Чоловіки | 51      | 14                 | 32               | 5                    |
| Жінки    | 48      | 9                  | 30               | 9                    |
| Разом    | 99      | 23                 | 62               | 14                   |